# Dum Urabinahatti, Gokak
Dum Urabinahatti là một làng thuộc tehsil Gokak, huyện Belgaum, bang Karnataka, Ấn Độ.